# 扎比安·多德尔
扎比安·多德尔（英語：Zabian Dowdell，1984年9月10日—），美国NBA联盟职业篮球运动员。